# Junta Protectora de la libertad de la Imprenta
La Junta Protectora de la libertad de la Imprenta fue un organismo creado en Buenos Aires después de producida la Revolución de Mayo cuando aún no había sido declarada la independencia argentina, para juzgar los delitos que se cometieran abusando de la libertad de prensa.

## Origen y funciones
El Triunvirato,  integrado por Feliciano Antonio Chiclana, Manuel de Sarratea y Juan José Paso, actuando  Bernardino Rivadavia como secretario, que gobernaba en los territorios que habían integrado el Virreinato del Río de la Plata, estableció la libertad de imprenta mediante un decreto del 26 de octubre de 1811 que luego fue incorporado al  Estatuto Provisional de ese mismo año.
En ese decreto después de establecer en su artículo 1°  el derecho de todo hombre de publicar sus ideas libremente y sin censura previa, disponía en su artículo 2° que  “El abuso de esta libertad es un crimen, su acusación corresponde a los interesados, si ofende derechos particulares; y a todos los ciudadanos, si compromete la tranquilidad pública, la conservación de la religión católica, o la Constitución del Estado. Las autoridades respectivas impondrán el castigo según las leyes.” 
Para el juzgamiento de estos delitos el artículo 3° creó un tribunal especial denominado “Junta Protectora de la libertad de la Imprenta” integrada por 9 miembros. A este efecto el Cabildo confeccionaría una lista de cincuenta ciudadanos honrados, que no estén empleados en la administración del gobierno y de ellos se elegirían los miembros de la Junta en una votación en la que intervendrían el prelado eclesiástico, alcalde de primer voto, síndico procurador, prior del Consulado, el fiscal y 2 vecinos de consideración, nombrados por el Ayuntamiento. 
Para las obras que tratan de religión el artículo 8° disponía la previa censura del eclesiástico con posibilidad de reclamación ante una junta formada por el mismo diocesano asociado de cuatro individuos de la Junta Protectora. Finalmente, el artículo 9° disponía que los autores eran responsables de sus obras o los impresores no haciendo constar a quien pertenecen.
Entre las personas que integraron a lo largo de los años la Junta Protectora, se contaron Antonio Saenz y Braulio Costa.